# 5182 Bray
5182 Bray eller 1989 NE är en asteroid i huvudbältet som upptäcktes 1 juli 1989 av den amerikanske astronomen Eleanor F. Helin vid Palomar-observatoriet. Den är uppkallad efter Olin D. Bray, en vän till upptäckaren.
Asteroiden har en diameter på ungefär 9 kilometer.